# Nacerdes himalaica
Nacerdes himalaica es una especie de coleóptero de la familia Oedemeridae.

## Distribución geográfica
Habita en la India.